# Iavor Gărdev
Iavor Gardev (în bulgară Явор Гърдев; n. 23 februarie 1972) este un regizor bulgar.

## Educația
1998 - Diploma de master în arta teatrală - Academia Națională de Teatru și Film, Sofia, Bulgaria
1997 - Diploma de master în filosofie - Universitatea Sfântul Kliment Ohridski din Sofia
1991 - Absolvent al Colegiului Național de Limbi și Culturi Clasice
1996-2003 - a urmat diferite cursuri de formare în instituții din Germania, Franța, Marea Britanie și Statele Unite ale Americii

## Proiecte teatrale
- 2011 – Ucigașul Joe de Tracy Lets, Nikola Toromanov (Teatrul Națiunilor, Moscova)[2]
- 1997 - Dream Odyssey (Odiseea visului,Bg. Сънят на одисей) de H. Mueller, J. Brodsky, G. și K. Merdzhanski Tenev (Theatre Workshop Sfumato) – spectacol jucat în România și Germania,
- 1994 – Două piese scurte la sfârșit (Bg. Частите на нощта)[3]

## Filmografie
2008 – Dzift (Bg. Дзифт)